# Back for More (투모로우바이투게더와 아니타의 노래)
"Back for More"는 대한민국의 보이 밴드 투모로우바이투게더와 브라질의 싱어송라이터 아니타의 노래이다. 이 곡은 2023년 9월 15일에 빅히트 뮤직과 리퍼블릭 레코드를 통해 발매되었다.

## 배경 및 발매
2023년 9월 4일, 투모로우바이투게더가 아니타와 협업 싱글 "Back for More"를 선공개 곡으로 발매할 것이라고 발표되었다. 이 노래는 2023년 9월 15일에 공식적으로 발매되었다.

## 음악 및 가사
"Back for More"는 매력적인 베이스라인과 펑크적 요소가 특징인 K-pop 트랙이다.

## 라이브 공연
"Back for More"의 첫 라이브 공연은 곡 공식 발매 며칠 전인 9월 12일 MTV 비디오 뮤직 어워드 2023에서 열렸다.

## 수상
| 시상식                | 연도 | 부문                           | 결과 | Ref.   |
| --------------------- | ---- | ------------------------------ | ---- | ------ |
| 아시안 팝 뮤직 어워즈 | 2023 | 베스트 컬래버레이션 (심사위원) | 후보 | [ 13 ] |
| 아시안 팝 뮤직 어워즈 | 2023 | 베스트 프로듀서 (심사위원)     | 후보 | [ 13 ] |

## 상업적 성과
빌보드 브라질 핫 100에서 "Back for More"는 41위로 데뷔하여, K-pop 그룹의 곡으로는 처음으로 브라질 차트에 진입하는 중요한 성과를 기록했다.

## 차트
| 차트 (2023)                               | 최고 순위 |
| 41                                        |           |
| ----------------------------------------- | --------- |
| 빌보드 글로벌 200 (《빌보드》)            | 37        |
| 일본 다운로드 송 (빌보드 재팬)            | 29        |
| 일본 디지털 싱글 (오리콘)                 | 27        |
| 뉴질랜드 핫 싱글 (RMNZ)                   | 9         |
| 포르투갈 (AFP)                            | 69        |
| 싱가포르 지역 (RIAS)                      | 12        |
| 대한민국 BGM (써클)                       | 69        |
| 대한민국 다운로드 (써클)                  | 26        |
| 영국 다운로드 (오피셜 차트 컴퍼니)        | 4         |
| 영국 싱글 세일즈 (OCC)                    | 6         |
| 미국 버블링 언더 핫 100 싱글 (《빌보드》) | 11        |
| 미국 핫 디지털 송 (《빌보드》)            | 3         |